# 食凍麵
食凍麵，筆名取自Stoneman的諧音，創作種類包括搞笑小說、遊戲小說、劇情小說、趣味貼圖等。

食凍麵的成名作是《正妹大學宅男社》，出版後被高價買下影視版權，經改編後拍成電影「大宅們」(此為台灣片名，大陸片名為「大宅男」)，由蕭敬騰、大鵬、江疏影和謝娜擔任主角，博納影業集團出品。

食凍麵的搞笑小說除了《正妹大學宅男社》之外，另有《草男正傳》、《超級帶賽亞人》、《秀Girl遇到冰》、《正妹戀愛快遞》等十多本著作；其中《秀Girl遇到冰》是食凍麵受邀為NISSAN旗下的休旅車──LIVINA所撰寫的作品，以幽默逗趣的筆觸將LIVINA特性展現出來，新穎的行銷手法使廠商與作者達到雙贏。

食凍麵的遊戲小說包括《數獨之戀》、《台大愛情故事》、《愛情幸福籤》和《這該活的愛》，皆為內附平面遊戲的特色之作，其中《數獨之戀》是這類作品的極緻，每章皆附一個跟劇情息息相關的數獨遊戲。

食凍麵的劇情小說包括《聽說愛情離開過》、《人肉搜索》、《兩個女人的戰爭》、《娘朝》等，部分著作例如《聽說愛情離開過》等已進軍大陸市場，推出簡體版及電子書。

食凍麵除了文字創作之外，亦有從事圖像創作，例如趣味貼圖《蕾絲與厄基尼》，母蛇蕾絲是Lazy的諧音，公蛇厄基尼是Ugly的諧音。

## 已出版之著作
《台大愛情故事》

《正妹大學宅男社》

《數獨之戀》

《這該活的愛》

《正妹大學摳男社》

《愛情幸福籤》

《正妹大學之宅男大改造》

《秀GIRL遇到冰》

《正妹戀愛快遞》

《超級帶賽亞人》

《我的女友宅很大》

《草男正傳》

《聽說愛情離開過》

《人肉搜索》

《大宅們之魯蛇集團》

《兩個女人的戰爭》

《娘朝》

## 外部連結
- 食凍麵的官方網站 （页面存档备份，存于）